# AdChoices
O AdChoices é um programa autorregulatório para publicidade on-line com base em interesses que existe nos Estados Unidos, Canadá e em toda a Europa. O programa exige que as empresas de publicidade estabeleçam e apliquem práticas de privacidade responsáveis para publicidade com base em interesses, com o objetivo de dar aos consumidores maior transparência e controle. As empresas aderem a um conjunto de princípios    que são aplicados por programas de responsabilidade.   
A "publicidade com base em interesses" (também conhecida como "publicidade comportamental on-line" ou " segmentação comportamental ") exibe seletivamente anúncios com base no histórico de navegação, principalmente usando cookies, para usuários com maior probabilidade de se identificar e responder ao conteúdo específico do anúncio. O ícone AdChoices é exibido automaticamente por empresas que fazem parte do programa de auto-regulação e destina-se a indicar aos consumidores quando os dados de publicidade com base em interesses estão sendo coletados ou usados. Ao clicar no ícone (que geralmente é encontrado no canto superior direito de um anúncio on-line), o consumidor pode aprender mais sobre o anúncio ou as práticas de coleta de um site e pode optar por não participar dessa segmentação.
Embora seja possível desativar a publicidade com base em interesses por meio do(s) programa(s) AdChoices,     desativar não bloqueia anúncios nem impede o rastreamento do histórico de navegação na web usando outras formas (por exemplo: Flash cookies). Os programas AdChoices dos EUA e do Canadá exigem que as empresas participantes não usem cookies Flash ou objetos semelhantes compartilhados localmente para fins de publicidade on-line com base em interesses. 

## História
Em 2009, a Federal Trade Commission começou a investigar as plataformas de publicidade na Internet e sugeriu que a indústria desenvolvesse diretrizes para autorregulação. A American Association of Advertising Agencies, a Association of National Advertisers (ANA), a American Advertising Federation (AAF), a Direct Marketing Association (DMA), o Interactive Advertising Bureau (IAB), o Better Business Bureau (BBB) e o A Network Advertising Initiative (NAI) se uniu para formar o Programa Autorregulatório para Publicidade Comportamental Online. A aliança que gerenciava o programa era chamada de Digital Advertising Alliance (DAA). O programa AdChoices da DAA foi lançado em outubro de 2010.  O programa exige que as empresas sigam princípios de privacidade responsáveis para publicidade baseada na Internet. A conformidade com os Princípios DAA é aplicada de forma independente para todas as empresas de publicidade digital pelo Programa de Responsabilidade de Publicidade Digital (DAAP) dos Programas Nacionais BBB e pela divisão de responsabilidade da Associação de Anunciantes Nacionais. 
Em julho de 2013, princípios adicionais foram lançados pela DAA para lidar com dados baseados em interesses coletados de smartphones e tablets.   Para dar aos consumidores um mecanismo de escolha para esse ambiente, em fevereiro de 2015, o DAA lançou oficialmente o AppChoices,   um aplicativo opt-out para dispositivos móveis.
Em setembro de 2013, a versão canadense do programa AdChoices foi lançada pela Digital Advertising Alliance of Canada (DAAC), composta por um conjunto semelhante de associações comerciais de marketing e comunicação  como nos EUA, para se dirigir ao Office of the Privacy Diretrizes do Comissário do Canadá (OPC) para publicidade comportamental online.  O programa AdChoices pode ser implementado de maneira consistente com as leis canadenses de privacidade existentes e as diretrizes da OPC para publicidade on-line com base em interesses.

## Participantes
Os programas de autorregulação da AdChoices contam com mais de 200 participantes.    Os participantes incluem AOL,  AT&T, Bloomberg, Comcast, Conde Nast, Dow Jones, Facebook,  General Motors, Google Inc., Microsoft, Procter & Gamble,  Taboola, Yahoo!,  e muitos outros. 
Listas de participantes de programas canadenses e europeus são encontradas em seus sites oficiais.  

## Recepção
Um estudo conduzido pela Parks Associates e discutido na AdAge constatou que três anos após a introdução do ícone AdChoices, a maioria dos consumidores não o conhecia e, de fato, a conscientização cresceu apenas de 5% em 2011 para 6% em 2013.  De acordo com uma pesquisa da TRUSTe de 2015: "No entanto, a pesquisa também mostrou que a conscientização sobre o ícone AdChoices, parte do Programa Autorregulatório da Digital Advertising Alliance (DAA) para OBA [anúncios comportamentais on-line ou anúncios com base em interesses] saltou para 37 % – um aumento significativo de 21% no ano anterior. Este programa fornece aos usuários mais controle sobre sua experiência de anúncio online com a opção de desativar a segmentação pessoal."  Além disso, em 10 dos 13 países europeus pesquisados pela TRUSTe e pela European Interactive Digital Advertising Alliance em dezembro de 2015, pelo menos 1 em cada 4 consumidores que conhecem o ícone dizem que clicaram nele. 